# Xestochironomus furcatus
Xestochironomus furcatus är en tvåvingeart som först beskrevs av Oskar Augustus Johannsen 1938.  Xestochironomus furcatus ingår i släktet Xestochironomus och familjen fjädermyggor. Inga underarter finns listade i Catalogue of Life.